# San José, El Petén
San José är en kommunhuvudort i Guatemala.   Den ligger i kommunen Municipio de San José och departementet Petén, i den norra delen av landet, 270 km norr om huvudstaden Guatemala City. San José ligger 147 meter över havet och antalet invånare är 1 201. Den ligger vid sjön Lake Petén Itzá.
Terrängen runt San José är platt. Runt San José är det mycket glesbefolkat, med 6 invånare per kvadratkilometer. Närmaste större samhälle är San Benito, 7,7 km söder om San José. 